# 고영선
고영선(高英先, 1962년 11월 25일~)은 대한민국의 경제학자 출신 정무직 공무원, 공공기관장으로 고용노동부 차관과 한국교육개발원 원장을 지냈다.

## 생애
1962년 서울특별시에서 태어나 대신고등학교와 서울대학교 경제학과를 졸업하였다. 이후 미국 유학길에 올라 스탠퍼드 대학교 경제학 박사 학위를 취득하고 귀국하여 한국개발연구원(KDI)에서 근무하였다.
1993년부터 KDI에서 근무하며 선임연구위원, 거시·금융경제연구부 부장, 재정·사회정책연구부 부장, 연구본부 연구본부장 등을 맡다가 2012년 제18대 대통령 선거에서 승리한 박근혜 당선인 대통령직인수위원회에 국정기획조정분과 전문위원으로 참여하였다. 이러한 인연으로 박근혜 정부가 출범하자 국무조정실 국무2차장으로 임명되고 이후 고용노동부 차관으로 기용되어 차관직을 역임하였다. 이후 임기 중 문재인 정부가 출범하면서 차관 자리를 내려놓고 KDI로 돌아간다.
2017년 KDI로 복귀해 국제개발협력센터 소장, 글로벌지식협력센터 소장 등을 거쳐 마지막으로 연구부원장으로 일하였다. 이처럼 보직을 거치는 동안에도 노동시장 및 교육 분야를 중심으로 연구활동을 계속 수행했고 이로 인해 윤석열 정부로부터 2024년 한국교육개발원(KEDI) 원장에 취임되었다.

## 학력
- 대신고등학교 졸업
- 서울대학교 경제학 학사·석사
- 스탠퍼드 대학교 대학원 경제학 박사

## 경력
- 1993년 : 한국개발연구원 연구원
- 2004년 : 한국개발연구원 선임연구위원
- 2006년 : 한국개발연구원 거시·금융경제연구부 부장
- 2007년 : 한국개발연구원 재정·사회정책연구부 부장
- 2011년 : 한국개발연구원 연구본부 연구본부장
- 2012년 : 제18대 대통령직인수위원회 국정기획조정분과 전문위원
- 2013년 : 초대 국무조정실 국무2차장
- 2014년 : 제5대 고용노동부 차관
- 2017년 : 한국개발연구원 국제개발협력센터 소장
- 2019년 : 한국개발연구원 글로벌지식협력센터 소장
- 2021년 : 한국개발연구원 연구부원장실 연구부원장
- 2022년 : 한국개발연구원 원장 직무대리
- 2024년 : 제20대 한국교육개발원 원장